# Lyne Tremblay
Lyne Tremblay, née le 13 décembre 1963 à Jonquière (Québec), est une archère handisport canadienne.